# Brownton
Brownton – miasto w Stanach Zjednoczonych, w stanie Minnesota, w hrabstwie McLeod.